# Chivilcoy (Mendoza)
Pour les articles homonymes, voir Chivilcoy (homonymie).
Chivilcoy est une localité rurale argentine située dans le département de San Martín, province de Mendoza.

## Histoire
Le nom de la localité est un mot aborigène composé, chivil signifie « abondance » et coy signifie « eau », donc Chivilcoy est un endroit avec beaucoup d'eau. Le nom provient de la province de Buenos Aires, où se trouve une ville homonyme dans une région où abondent les rivières et les lagunes.
C'est l'une des régions viticoles les plus réputées de la province.